# Nemeth
Nemeth oder Németh [ˈneːmɛt] (veraltete Schreibweise für ungarisch ‚német‘ ‚deutsch‘) ist ein ungarischer Familienname.

## Namensträger
- Abraham Nemeth (1918–2013), US-amerikanischer Mathematiker
- Ákos Németh (* 1964), ungarischer Schriftsteller, Dramatiker und Regisseur
- Alex Németh (* 1998), ungarischer Handballspieler
- András Németh (Handballtrainer) (* 1953), ungarischer Handballtrainer
- András Németh (Pokerspieler), ungarischer Pokerspieler
- András Németh (Badminton) (* 1991), ungarischer Badmintonspieler
- András Németh (Fechter) (* 1995), ungarischer Florettfechter
- András Németh (Fußballspieler) (* 2002), ungarischer Fußballspieler
- Angéla Németh (1946–2014), ungarische Leichtathletin
- Anett Németh (* 1999), ungarische Volleyballspielerin
- Balázs Németh (Pfarrer) (1931–2018), österreichischer Pfarrer
- Balázs Németh (Rennfahrer) (* 1988), ungarischer Rennfahrer
- Bernadette Grohmann-Németh (* 1979), österreichische Schriftstellerin, Buchautorin, Journalistin und Ärztin
- Carl Nemeth (1926–2002), österreichischer Opernintendant und Musikwissenschaftler
- David Nemeth (* 2001), österreichischer Fußballspieler
- Diána Németh (* 2004), ungarische Fußballspielerin
- Elisabeth Nemeth (* 1951), österreichische Philosophin
- Erzsébet Németh (* 1957), ungarische Badmintonspielerin
- Evi Nemeth, Mathematikerin, Autorin der UNIX-Handbücher
- Ferenc Németh (Skilangläufer) (1894–1977), ungarischer Skilangläufer
- Ferenc Németh (Moderner Fünfkämpfer) (* 1936), ungarischer Moderner Fünfkämpfer
- Ferenc Németh (Musiker) (* 1976), ungarischer Jazzmusiker
- Ferenc Németh (Volleyballspieler) (* 1987), ungarischer Volleyballspieler
- Gábor Németh  (Autor) (* 1956), ungarischer Autor
- Gábor Németh (Schauspieler, 1958) (* 1958), ungarischer Schauspieler
- Gábor Németh (Badminton) (* 1967), ungarischer Badmintonspieler
- Gábor Németh (Kampfsportler) (Tartar; * 1973), ungarischer Kampfsportler
- Gábor Németh (Fußballspieler) (* 1975), ungarischer Fußballtorhüter
- Gábor Németh (Schauspieler, II), Schauspieler und Comedian
- Gabriel Nemeth (* 1957), deutscher Comiczeichner
- Gus Németh (* 193?), Jazzmusiker
- Gyula Németh (Turkologe) (1890–1976), ungarischer Linguist und Turkologe
- Gyula Németh (Leichtathlet) (1959–2023), ungarischer Leichtathlet
- Hanna Németh (* 1998), ungarische Fußballspielerin
- Helga Németh (* 1973), ungarische Handballspielerin und -trainerin
- Imre Németh (1917–1989), ungarischer Leichtathlet
- István Németh (* 1958), ungarisch-deutscher Balletttänzer und Choreograf
- János Németh (1906–1988), ungarischer Wasserballspieler
- Jasmin Nemeth (* 1987), deutsche Fußballspielerin
- Jenő Németh (1902–?), ungarischer Ringer
- John Németh (* 1975), US-amerikanischer Blues- und Soul-Mundharmonikaspieler, Sänger und Songwriter
- Josef Georg Németh (1831–1916), ungarischer Geistlicher, Weihbischof in Szeged-Csanád
- Károly Németh (Politiker) (1922–2008), ungarischer Politiker
- Károly Németh (Tischtennisspieler) (* 1970), ungarischer Tischtennisspieler
- Kornel Nemeth (* 1983), deutsch-ungarischer Motocross-Rennfahrer
- Krisztián Németh (* 1989), ungarischer Fußballspieler
- Lajos Németh (Kunsthistoriker) (* 1929), ungarischer Kunsthistoriker
- Lajos Németh (Fußballspieler, 1938) (* 1938), ungarischer Fußballspieler
- Lajos Németh (Fußballspieler, 1944) (1944–2014), ungarischer Fußballspieler und -schiedsrichter
- László Németh (1901–1975), ungarischer Schriftsteller
- Loretta Németh (* 1995), ungarische Fußballspielerin
- Mária Németh (Sängerin) (1897–1967), ungarische Opernsängerin (Sopran)
- Mária Németh (Malerin) (* 1957), ungarische Malerin
- Mária Németh (Schachspielerin) (* 1965), ungarische Schachspielerin
- Mátyás Németh (* 2001), ungarischer Leichtathlet
- Michael Nemeth (* 1978), österreichischer Kulturmanager und Musikwissenschafter
- Miklós Németh (Radsportler) (1910–??), ungarischer Radrennfahrer
- Miklós Németh (Leichtathlet) (* 1946), ungarischer Leichtathlet
- Miklós Németh (Politiker) (* 1948), ungarischer Politiker (MSZMP, MSZP)
- Miklós Németh (Schachspieler) (* 1986), ungarischer Schachspieler
- Milan Nemeth (* 1989), ungarischer Fußballspieler
- Nándor Németh (* 1999), ungarischer Schwimmer
- Nic Nemeth (* 1980), US-amerikanischer Wrestler
- Nicholas Theodore Nemeth (* 1980), ungarischstämmiger US-Wrestler, bekannt unter dem Ringnamen Dolph Ziggler
- Norbert Nemeth (Politiker) (* 1969), österreichischer Politiker (FPÖ), Klubdirektor
- Norbert Németh (Komponist) (* 1975), ungarischer Komponist
- Norbert Németh (Fußballspieler) (* 1981), ungarischer Fußballspieler
- Patrik Nemeth (* 1992), schwedischer Eishockeyspieler
- Paul Nemeth (* 1965), deutscher Politiker (CDU)
- Peter Németh (* 1972), slowakischer Fußballspieler
- Robert Nemeth (Leichtathlet) (1958–2015), österreichischer Leichtathlet
- Robert Nemeth (Fußballspieler) (* 1973), österreichischer Fußballspieler
- Roland Németh (* 1974), ungarischer Leichtathlet
- Sándor Németh (Schwimmer) (1925–1993), ungarischer Schwimmer
- Sándor Németh (Tenor) (* 1942), ungarischer Sänger
- Sándor Németh (Ringer) (* 1957), ungarischer Ringer
- Štefan Németh-Šamorínsky (1896–1975), slowakischer Komponist
- Szilárd Németh (Politiker) (* 1964), ungarischer Politiker (Fidesz) und Parlamentsabgeordneter
- Szilárd Németh (* 1977), slowakischer Fußballspieler
- Thomas Mark Németh (* 1974), österreichischer römisch-katholischer Priester und Theologe
- Tibor Nemeth (* 1961), österreichischer Komponist
- Valér Németh (* 1938), ungarischer Fußballspieler
- Virág Németh (* 1985), ungarische Tennisspielerin
- Zsolt Németh (Fechter) (* 1963), ungarischer Fechter
- Zsolt Németh (Politiker, 1963) (* 1963), ungarischer Politiker
- Zsolt Németh (Hammerwerfer) (* 1971), ungarischer Hammerwerfer
- Zsolt Németh (Wasserballspieler), ungarischer Wasserballspieler
- Zsolt Németh (Politiker, 1984) (* 1984), ungarischer Politiker
- Zsolt Németh (Fußballspieler) (* 1991), ungarischer Fußballspieler
- Zsuzsanna Németh (* 1953), ungarische Politikerin